# Sotos

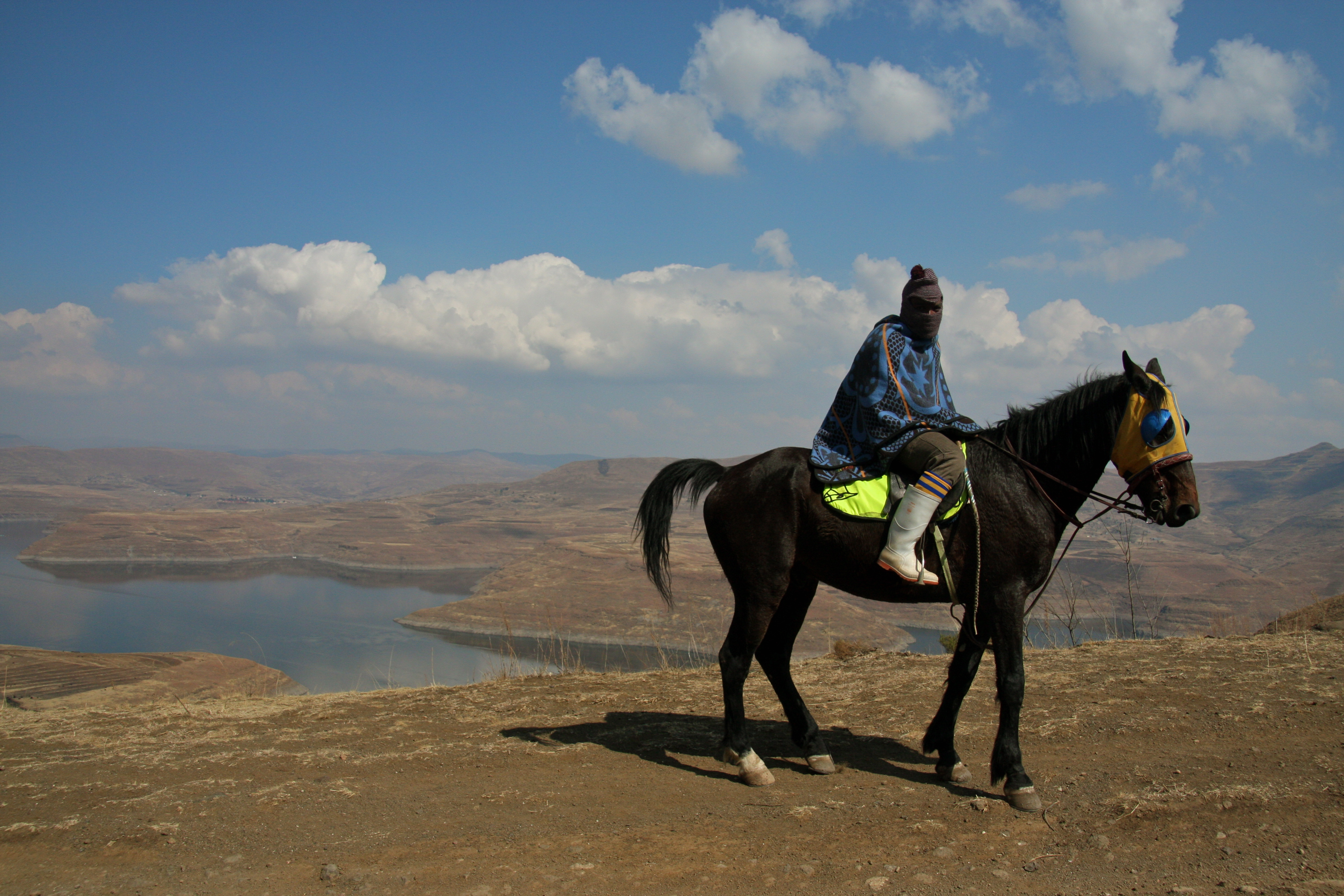
Um soto montado num cavalo.

Sotos (sotho), também conhecidos como sutos (suthu), são um grupo linguístico e cultural dos povos bantus estabelecidos nos altos campos da África Austral, principalmente na África do Sul, onde eles são um dos maiores grupos etnolinguísticos, e no Lesoto, onde eles são a ampla maioria.